# Simulium hirsutilateris
Simulium hirsutilateris är en tvåvingeart som beskrevs av Meillon 1937. Simulium hirsutilateris ingår i släktet Simulium och familjen knott. Inga underarter finns listade i Catalogue of Life.